# Coup de foudre
Coup de foudre és una pel·lícula dramàtica biogràfica francesa del 1983 dirigida per Diane Kurys, que comparteix els crèdits de l'escriptor amb Olivier Cohen. Ambientada a la França de mitjans del segle xx, la pel·lícula és protagonitzada per Isabelle Huppert, Miou-Miou, Guy Marchand, Jean-Pierre Bacri, Christine Pascal, Denis Lavant i Dominique Lavanant. Coup de Foudre significa "amor a primera vista".

## Argument
A França el 1942 una jove jueva, Léna, és internada per les autoritats de Vichy i corre el risc de ser deportada a l'Alemanya nazi. Michel, un dels guàrdies, s'ofereix a salvar-la casant-se amb ella. Fugen a peu pels Alps fins a Itàlia. Després de la guerra s'instal·len a Lió, on Michel obre un garatge i Léna té dues filles amb ell. En un acte escolar coneix una altra mare, Madeleine, casada i amb un fill. Les dues dones es fan amigues íntimes i els dos marits s'entenen entre ells, tot i que tots dos homes estan secretament gelosos del vincle que comparteixen les seves dones.
Madeleine té una breu aventura amb el seu antic professor d'art, a qui Léna cedi el seu pis. Malauradament, Michel torna a casa a l'hora de dinar i troba la parella culpable. Això el torna contra Madeleine i l'amistat de Léna amb ella. Les dues dones planejaven obrir una botiga de vestits, que Michel diu que finançarà sempre que sigui sense Madeleine, que ha marxat a París. Prenent un tren nocturn per anar-la a veure, Léna té una trobada sexual amb un soldat, la seva primera experiència a part de Michel i molt agradable. A París, les dues dones ballen i s'emborratxen en una discoteca i cauen juntes al llit.
Però Léna no s'ha adonat de la fragilitat de la Madeleine, que és ingressada en un hospital psiquiàtric i després alliberada a cura dels seus pares. Anant a veure-la, la Léna la porta a ensenyar-li la nova botiga de vestits. Malauradament, Michel entra i en veure a Madeleine allà destrossa el lloc. Léna s'emporta la Madeleine i els seus fills a una casa de lloguer al costat del mar, on Michel apareix intentant reconciliar-se però sense èxit. Un subtítol final diu que Léna no va tornar a conèixer el seu marit i que Madeleine va morir més tard.

## Repartiment
- Miou-Miou com a Madeleine Segara de soltera Vernier
- Isabelle Huppert com a Lena Korski de soltera Weber
- Guy Marchand com a Michel Korski
- Jean-Pierre Bacri com a Costa Segara
- Robin Renucci com a Raymond
- Patrick Bauchau com a Roland Carlier
- Jacques Alric com el Sr. Vernier
- Jacqueline Doyen com a Mme. Vernier
- Blanchard Saga com a Sophie
- Guillaume Le Guellec com a René Segar
- Christine Pascal com a Sarah
- Corinne Anxionnaz com a "sense nom"
- Jacques Blal com a Lionel Feldman
- Bernard Cazassus com a Le chef de gare
- Gérard Chambre com a Flirt

## Recepció

### Resposta crítica
Coup de foudre té una puntuació d'aprovació del 100% al lloc web de l'agregador de ressenyes Rotten Tomatoes, basat en 10 ressenyes, i una puntuació mitjana de 8,3/10.

### Premis i nominacions

#### Guanyadors
- Festival Internacional de Cinema de Sant Sebastià 1983[3]
  - Premi FIPRESCI (Diane Kurys)

#### Nominacions
- Premis Oscar de 1983
  - Millor pel·lícula estrangera[4]
- Premis César
  - Millor actor Paper secundari (Guy Marchand)
  - Millor actriu Paper protagonista (Miou-Miou)
  - Millor pel·lícula
  - Millor guió Original (Diane Kurys i Alain Le Henry)